# إنجيل منحول
الأناجيل المنحولة (وتسمى أيضا الكتب الأبوكريفية أو أبوكريفا) (باليونانية:α̉πόκρυφοα) هي الأسفار التي لم يتم اعتمادها في المجامع الكنسية التي اعتمدت أناجيل محدّدة وجمعتها في كتاب تم اختيار اسم "bible" بايبل بالاتينية وترجمتها الكتاب والترجمة العربية المعتمدة الكتاب المقدّس وما عداها من أناجيل تصنّف كأناجيل منتحلة بمقابل الأناجيل الكنسية القانونية.
تعني كلمة أبوكريفا في الاصل «خفي - غامض - مبهم - عويص». وقد كان اليونانيون القدماء هم الذين استخدموها حيث كان عندهم نوعان من المعرفة: الأول يشمل عقائد وطقوسًا عامة لكل الناس، أما الثاني فكان العقائد والطقوس الغامضة التي لا يفهمها إلا فئة متمَّيزة خاصة، ولذلك بقيت «مخفية» عن العامة. ثم أطلقت كلمة «أبوكريفا» في العصور المسيحية على بعض الكتابات غير القانونية في العهد القديم، وكذلك في العهد الجديد، وأطلقت أيضا على بعض الكتب اليهودية والمسيحية والتي كتبت ما بين القرن الثاني قبل الميلاد والقرن الأول الميلادي وسميت بـ«الكتابات المزيفة» لأن كتابها نسبوها إلى الآباء البطاركة والذين لا يمكن أن يكونوا قد كتبوها حقيقة مثل أخنوخ، إبراهيم، موسى.. الخ، وذلك لإضفاء الأهمية والقدسية عليها.

## الأناجيل المنتحلة

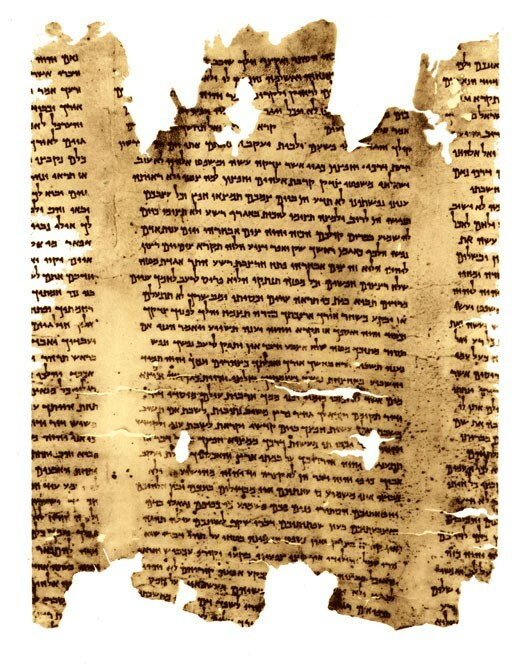
من مخطوطات وادي قمران وتشمل سفر أشعياء 17/57 إلى 9/59.

بعد عام 150 مسّت الحاجة في الكنيسة إلى قاعدة شاملة تنظم المؤلفات الدينية حول يسوع، تمهيدًا لإدراجها ضمن قانون الكتاب المقدّس، فكان المعيار المتّبع صحة نسبتها إلى الرسل، وبرزت الأناجيل الأربعة نظرًا لصحة نسبها إلى الرسل من ناحية ولما تحلّت به صفات تتطابق مع التقليد الشفهي، ومع رسائل بولس التي اعتبرت قبلاً أسفارًا مقدسة، وحوالي عام 170 كان قانون العهد الجديد قد اكتمل وأُضيف إليه سفر أعمال الرسل كمؤلف قانوني لكون مؤلفه هو لوقا مؤلف الإنجيل الثالث نفسه، ثم ضمّ إلى القانون لاحقًا رؤيا يوحنا والرسالة إلى العبرانيين إضافة إلى رسائل يوحنا الثلاث ورسالتي بطرس فضلاً عن رسالة يهوذا ورسالة يعقوب، وذلك بعد نقاشات طويلة حول صحة نسبتها، إذ لم ينته ضم جميع الأسفار حتى نهاية القرن الثالث وبداية القرن الرابع.
أما تلك الكتب التي لم يثبت صحة نسبتها، فقدت تدريجيًا حظوتها في الكنيسة ولدى المسيحيين كأسفار مقدسة، كرسالة أقلمنضس الأولى ورؤيا بطرس ومؤلف الراعي لهرماس، ومؤلفات أخرى غيرها، وهذه المؤلفات كانت ذات انتشار في مناطق محدودة خصوصًا مصر، لكنها دُعيت عقب رفضها في قانون الكتاب المقدس بالمنحولة والتي تعني باليونانية مخفية، وذلك لأنه لم يسمح بقراءتها خلال إقامة الشعائر الدينية وأمر أن تبقى خفية خلالها، إلا أنه قد أوصى بقراءتها في بعض الأحوال لحسن تأثيرها في الحياة المسيحية، أما أناجيل الحق وتوما وفيليبس فقد رُفضت لأنها مجرد أقوال محتواه في الأناجيل القانونية ولا تحوي شيئاً من رواية الأحداث، كما أن أغلبها قد وضع بعد فترة طويلة من سائر المؤلفات، في حين رفضت أناجيل مريم ويعقوب والطفولة، لكونها أقرب إلى الرؤى والقصص الشعبية منها إلى الصيغ الواقعية، فضلاً عن التوسع في جانب معجزات الرسل بهدف تعظيم شأنهم، أما إنجيل برنابا فلا يُعتبر من الأناجيل المنحولة والكتب الأبوكفيرية، إذ إنه كتب أواخر القرن الخامس عشر على يد راهب تحوّل إلى الإسلام، وبالتالي لا يعود للفترة الزمنية المبكرة ذاتها لسائر الأناجيل المنحولة، التي كتبت خلال القرن الثاني والقرن الثالث، وهي على الرغم من رفضها ضمن قانون العهد الجديد إلا أنها تلبث هامة جدًا للباحثين بقصد دراسة الفكر الديني لدى المسيحيين خلال تلك الفترة.

## أناجيل الطفولة
تندر المعلومات عن طفولة المسيح في الأناجيل القانونية وبداية حياته مع أمه مريم العذراء، وتوجد المعلومات في أناجيل من القرن الثاني تسمى «أناجيل الطفولة» لم يتم اعتمادها كأناجيل قانونية ومنها:
- إنجيل ولادة مريم وطفولة المخلّص.
- إنجيل يعقوب
- الإنجيل الطفولي لتوما.
- حياة يوحنا المعمداني
- تاريخ يوسف النجّار
- إنجيل الطفولة العربي
- ميلاد مريم
- إنجيل يعقوب
- إنجيل متّى
- إنجيل الطفولة المنحول إلى توما
- إنجيل الطفولة اللاتيني
- إنجيل الطفولة العربي
- إنجيل راعي هرماس

## أناجيل يهودية-مسيحية
- إنجيل العبرانين

## أناجيل منافسة للأناجيل القانونية
توجد أناجيل في بدايات المسيحية ودارت الخلافات حولها وتبقى تفاصيل محتواها فقط بسبب الهجمات عليها من الخصوم لها ومنها:
- إنجيل مرقيون

## أناجيل أخلاقية
- إنجيل المصريين القبطي

## أناجيل آلام المسيح
- إنجيل بطرس
- إنبعاث يسوع المسيح

## الغنوسية
كثير من المخطوطات الغنوسية ظهرت مؤخرا من مخطوطات نجع حمادي وبعضها تم أكتشافها بالصدفة كمسروقات ومنها:
- سفر الرؤيا الغنوسي لبطرس
- حكمة المسيح
- حوار المخلص
- إنجيل مريم المجدلانية
- إنجيل الحقيقة
- سفر رؤيا آدم
- إنجيل أقباط مصر
- إنجيل برلين المجهول